# Tumbaya (Jujuy)
Tumbaya is een plaats in het Argentijnse bestuurlijke gebied Tumbaya in de provincie Jujuy. De plaats telt 884 inwoners.

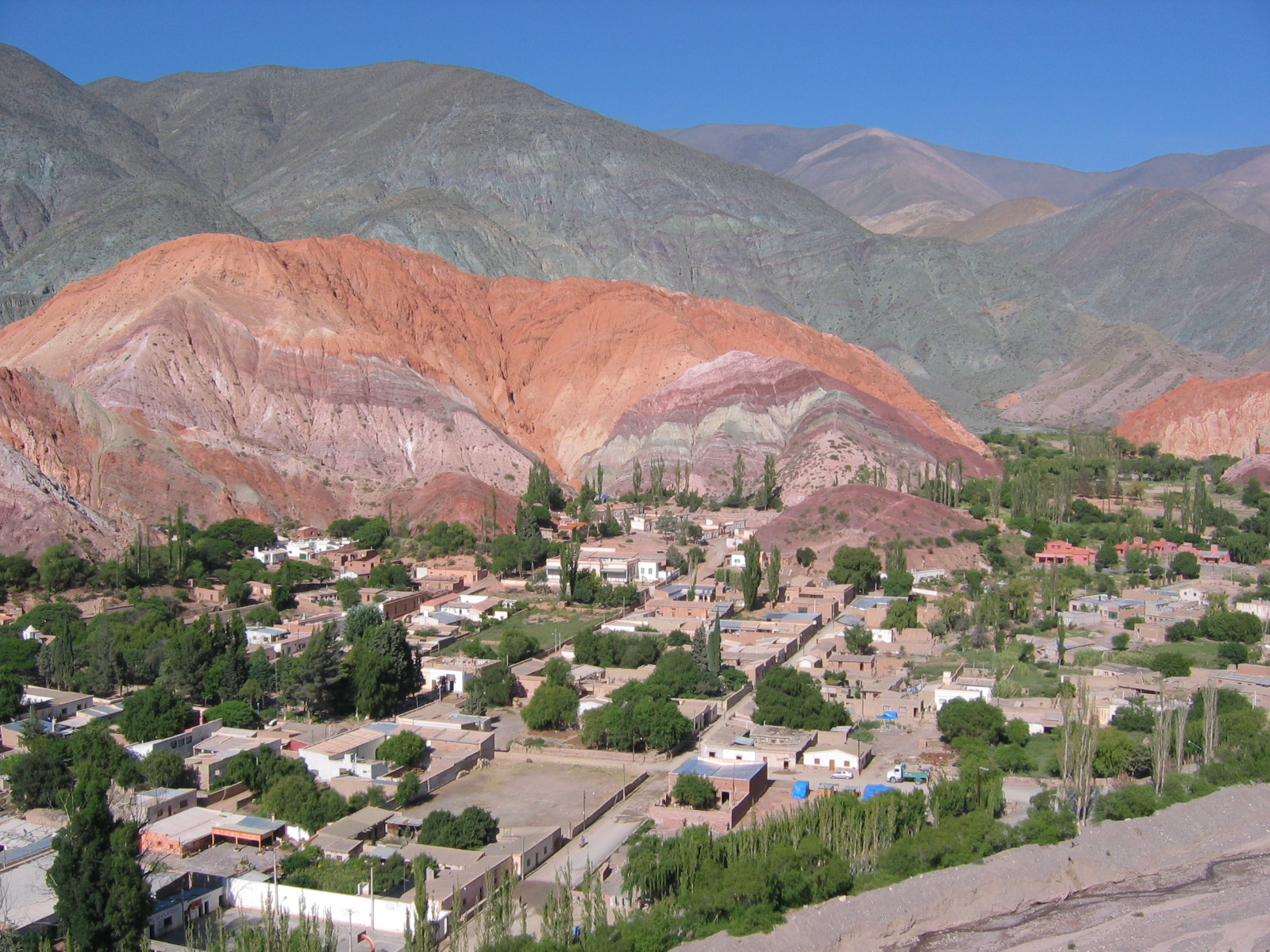
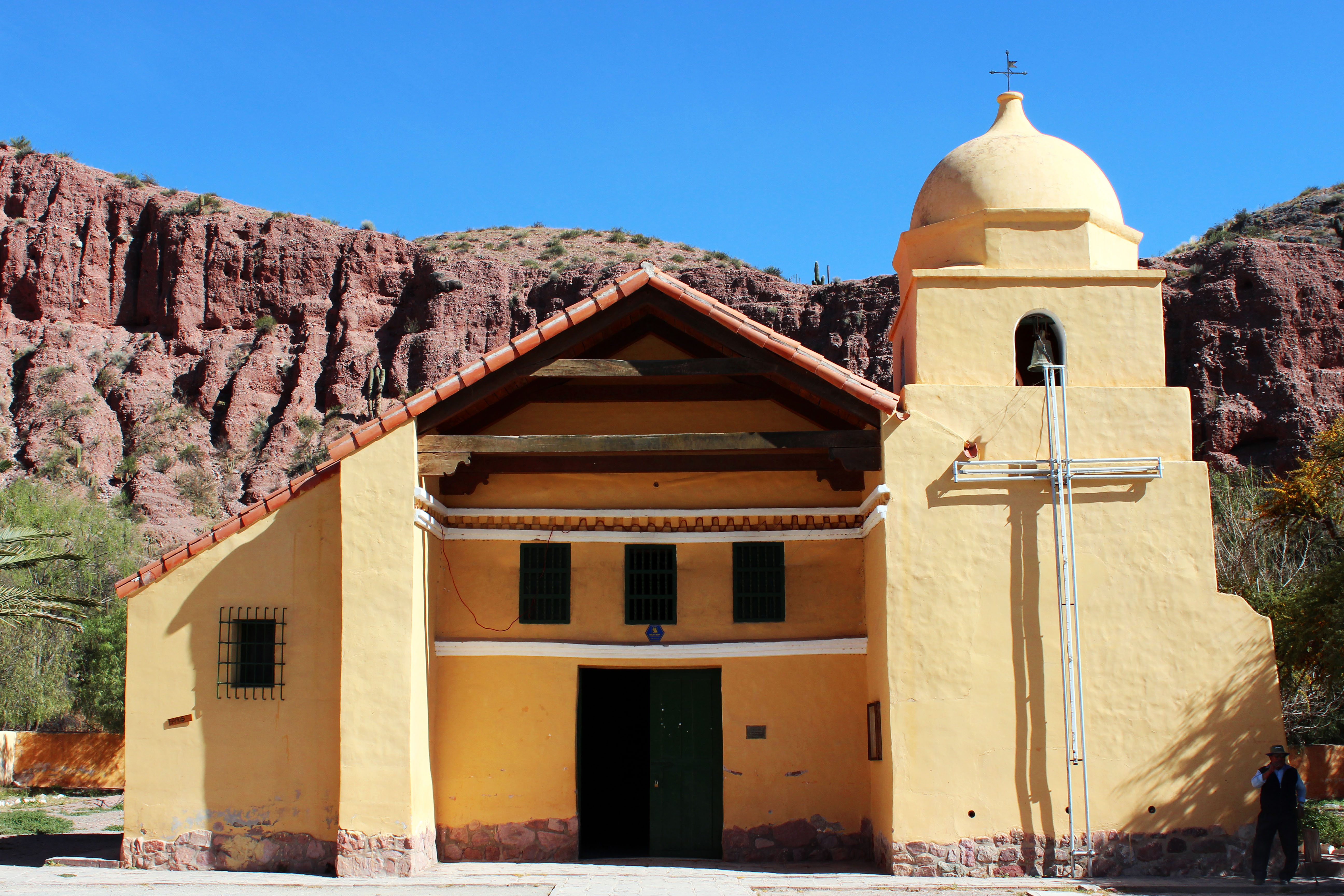
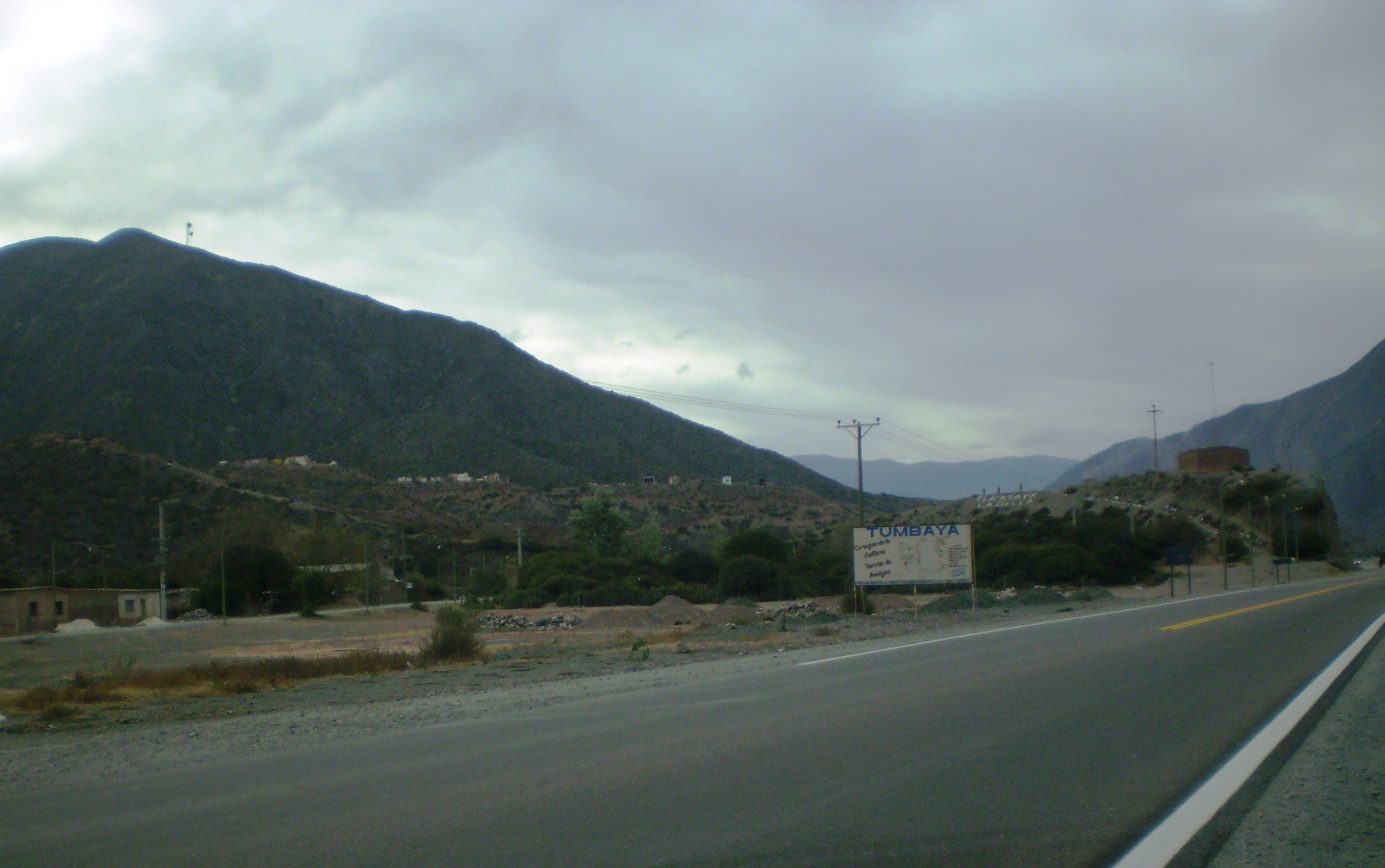